# Gustav Overbeck (Bankier)

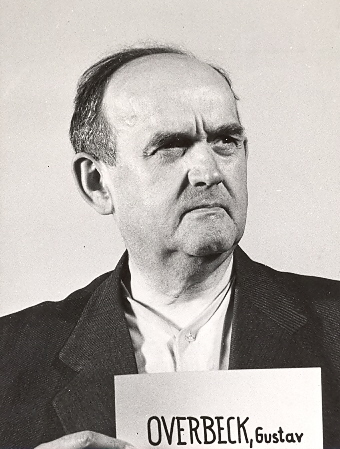
Gustav Overbeck als Zeuge während der Nürnberger Prozesse.

Gustav Overbeck (* 21. Februar 1893 in Hildesheim; † 7. Februar 1952 in Hamburg) war ein deutscher Bankier.

## Leben und Wirken
Overbeck trat im März 1914 als Lehrling in die hannöversche Filiale der Dresdner Bank ein. Von 1920 bis 1923 war er einer mehrerer Leiter der Depositenkasse Linden in Hannover. Anschließend fungierte er von 1923 bis 1925 als Leiter der Organisationsabteilung in Hannover.
In den Jahren von 1925 bis 1927 war Overbeck Leiter der Filiale der Dresdner Bank in Göttingen; anschließend kehrte er nach Hannover zurück, wo er von 1929 bis 1934 einer mehrerer Leiter der Filiale war, bevor er ab Oktober 1934 in der Berliner Zentrale der Dresdner Bank im Kreditgeschäft tätig war.
Nachdem Overbeck von März 1938 bis Juli 1941 stellvertretendes Vorstandsmitglied der Dresdner Bank gewesen war, wurde er im Juli 1941 reguläres Vorstandsmitglied, was er bis 1945 blieb. In dieser Eigenschaft war er für die Referate Kreditausschuss, Industrieabwicklungen und Werbung zuständig. Seit Spätherbst 1943 war Overbeck zudem Mitglied der Vorstandsgruppe Nord der Dresdner Bank und Leiter der Befehlsstelle der Berliner Firmenzentrale.
Von Ende Mai bis Oktober 1945 war Overbeck das einzige Vorstandsmitglied der Dresdner Bank, das in Berlin verblieb. Anschließend ging er zurück nach Hannover, wo er offiziell suspendiert wurde. 1947 wurde er Mitglied der Geschäftsleitung der Zentralstelle der Dresdner Bank für die Britische Besatzungszone. Anschließend wurde er von den Amerikanern in Zeugenhaft genommen und in den Nürnberger Prozessen eingesetzt.
Von 1948 bis zu seinem Tod war Overbeck Mitglied der Geschäftsleitung der Hamburger Kreditbank.